# Lusiana
Lusiana era un municipio italiano de 2.833 habitantes de la provincia de Vicenza (región de Véneto), en el altiplano de Asiago. 
El 20 de febrero de 2019 pasó a ser una parte del municipio de Lusiana Conco al fusionarse con el municipio de Conco.
Sonia Gandhi (en italiano: Edvige Antonia Albina Màino) nació en este pueblo, en el pequeño y viejo barrio (en italiano: "contràda") "Màini” donde, desde hace muchas generaciones, viven las familias que tienen el apellido "Màino" (Lusiana es en el libro "El sari rojo" de Javier Moro).

## Demografía
| Gráfica de evolución demográfica de Lusiana entre 1861 y 2001 |
|                                                               |
| fuente ISTAT - elaboración gráfica a cargo de Wikipedia       |